# Des choses fragiles
Des choses fragiles (titre original : Fragile Things) est un recueil de nouvelles de fantasy de l'écrivain britannique Neil Gaiman publié en 2006 puis traduit en français et paru aux éditions Au diable vauvert en 2009. Ce recueil a reçu le prix Locus du meilleur recueil de nouvelles 2007.

## Contenu
- Une étude en vert, 2009 ((en) A Study in Emerald, 2003)Prix Hugo de la meilleure nouvelle courte 2004 et prix Locus de la meilleure nouvelle longue 2004
- La Grand'roue féerique, 2009 ((en) The Fairy Reel, 2004)
- La Présidence d'Octobre, 2009 ((en) October in the Chair, 2002)
- La Chambre dissimulée, 2009 ((en) The Hidden Chamber, 2005)
- Les Épouses interdites des esclaves sans visage dans le manoir secret de la nuit du désir redoutable, 2009 ((en) Forbidden Brides of the Faceless Slaves in the Secret House of the Night of Dread Desire, 2004)Prix Locus de la meilleure nouvelle courte 2005
- Le Chemin caillouteux du souvenir, 2009 ((en) The Flints of Memory Lane, 1997)
- L'Heure de la fermeture, 2008 ((en) Closing Time, 2002)Prix Locus de la meilleure nouvelle courte 2004
- Devenir Sylvain, 2009 ((en) Going Wodwo, 2002)
- Amères Moutures, 2009 ((en) Bitter Grounds, 2003)
- Les Autres, 2008 ((en) Other People, 2001)
- Souvenirs et Trésors, 1999 ((en) Keepsakes and Treasures : A Love Story, 1999)
- Les bons garçons méritent des récompenses, 2009 ((en) Good Boys Deserve Favours, 1995)
- La Vérité sur le cas du départ de Mlle Finch, 2009 ((en) The Facts in the Case of the Departure of Miss Finch, 1998)
- D'étranges petites filles, 2009 ((en) Strange Little Girls, 2001)
- La Saint-Valentin d'Arlequin, 2001 ((en) Harlequin Valentine, 1999)
- Boucles, 2009 ((en) Locks, 1999)
- Le Problème de Susan, 2009 ((en) The Problem of Susan, 2004)
- Instructions, 2009 ((en) Instructions, 2000)
- Qu'est-ce que tu crois que ça me fait ?, 2009 ((en) How Do You Think It Feels?, 1998)
- Ma vie, 2009 ((en) My Life, 2002)
- Quinze Cartes peintes d'un tarot de vampires, 1999 ((en) Fifteen Painted Cards from a Vampire Tarot, 1999)
- Nourrir et manger, 2009 ((en) Feeders and Eaters, 2002)
- Le Croup de l'inventeur de maladies, 2009 ((en) Diseasemaker's Croup, 2002)
- À la fin, 2009 ((en) In the End, 1996)
- Goliath, 2009 ((en) Goliath, 1998)
- Pages d'un journal trouvé au fond d'une boîte à chaussures laissée dans un bus Greyhound, quelque part entre Tulsa, Oklahoma, et Louisville, Kentucky, 2009 ((en) Pages from a Journal Found in a Shoebox Left in a Greyhound Bus Somewhere Between Tulsa, Oklahoma, and Louisville, Kentucky, 2002)
- Comment parler aux filles pendant les fêtes, 2009 ((en) How to Talk to Girls at Parties, 2006)Prix Locus de la meilleure nouvelle courte 2007
- Le Jour de l'arrivée des soucoupes, 2009 ((en) The Day the Saucers Came, 2006)
- L'Oiseau-soleil, 2009 ((en) Sunbird, 2005)Prix Locus de la meilleure nouvelle courte 2006
- Inventer Aladin, 2009 ((en) Inventing Aladdin, 2003)
- Le Monarque de la vallée, 2005 ((en) The Monarch of the Glen, 2003)

## Éditions
- Fragile Things, William Morrow, 26 septembre 2006, 400 p.  (ISBN 0-06-051522-8)
- Des choses fragiles, Au diable vauvert, 17 avril 2009, trad. Michel Pagel, 490 p.  (ISBN 978-2846261470)
- Des choses fragiles, J'ai lu, coll. « SF » no 9435, 10 novembre 2010, trad. Michel Pagel, 476 p.  (ISBN 978-2290021279)